# Чарджоуский областной комитет КП Туркменистана
Чарджоуский областной комитет КП Туркменистана — орган управления Чарджоуской областной партийной организацией, существовавшей в 1939—1963 и 1970—1991 годах.
Чарджоуская область создана 21.11.1939, 10.01.1963 упразднена, созданы районы республиканского подчинения. 14.12.1970 образована вновь, с 18.05.1992 — Лебапский велаят.

## Первые секретари обкома
- 1939—1941 Киселёв, Иван Семёнович
- 1941 — 02.1943 Акмаев, Али Хайрулович
- 03.1943 — 1945 Бабаев, Сухан Бабаевич
- 11.1945 — 07.1947 Сенников, Аркадий Андреевич
- 1947—1953 Перманов, Курбан
- 1953—1959 Койнеков, Джума Койнекович
- 1959 — 02.1962 Гапуров, Мухамедназар Гапурович
- 02.1962 — 10.01.1963 Ишанкулиев, Астан
- 12.1970 — 1977 Чарыев, Балта Чарыевич
- 1977 — 22.12.1987 Худайбердиев, Розыкулы
- 22.12.1987 — 1991 Тагандурдыев, Байрамгельды

## Вторые секретари обкома
- 1978 — 22.12.1987 Джумабаева, Хемрагуль Джораевна